# Turaida
Turaida (deutsch: Thoraida oder Treyden) ist ein Ortsteil der Stadt Sigulda in Lettland und besteht hauptsächlich aus der Burg Treyden und Tourismuseinrichtungen.
Der Stadtteil liegt auf dem rechten Ufer der Gauja und wurde 1953 eingemeindet. Es gibt auch noch die Ortschaft Turaida, die aber schon zur Gemeinde Krimulda gehört.

## Geschichte

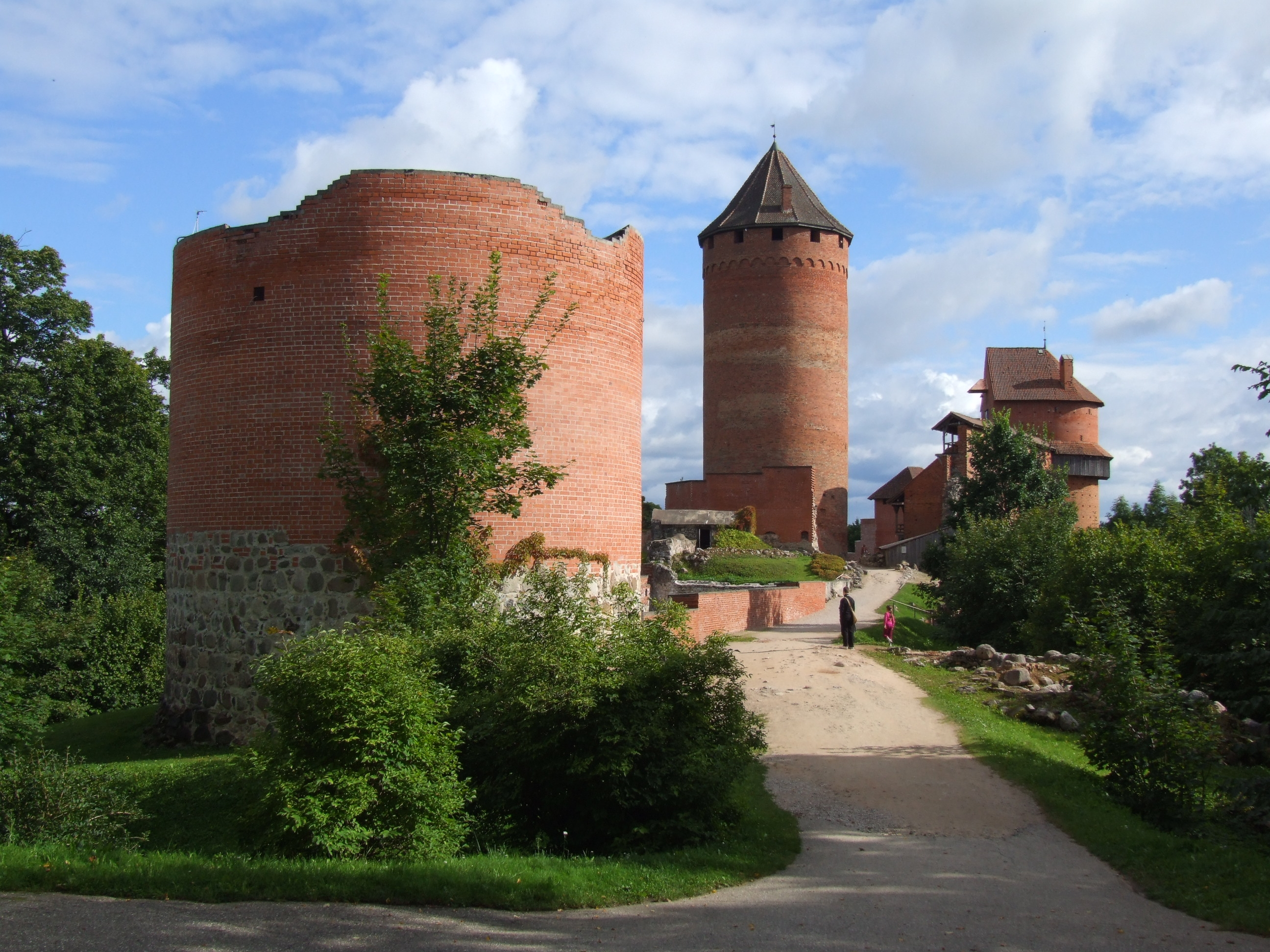
Burg Turaida

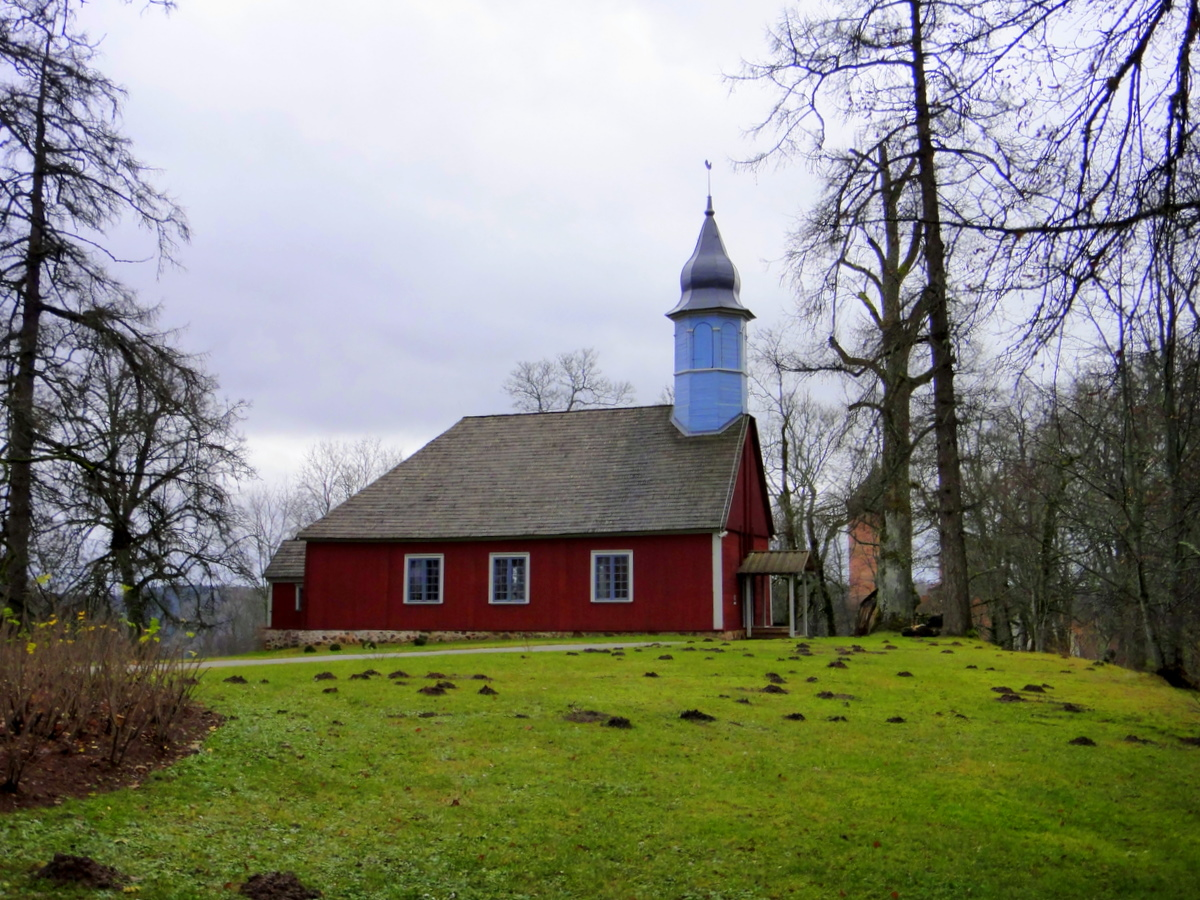
Lutherische Kirche Turaida

Der Name Turaida kommt vom livischen „Tarapita“ und wird als Gottesgarten übersetzt. Auf Anordnung des Erzbischofs Albert von Riga ließ Bischof Philipp von Ratzeburg im Jahre 1214 die Burg Fredeland auf den Resten einer livischen Holzburg errichten; sie diente auch als Gegengewicht zur Burg des Schwertbrüderordens am gegenüberliegenden Ufer des Flusses. Sie war bewohnt, bis sie im Jahr 1776 mit Ausnahme des Turms abbrannte. Seit 1953 wird die Anlage rekonstruiert; heute ist sie mit Museum, Park, Skulpturengarten, der Lutherischen Holzkirche von 1750 und einigen rekonstruierten Bauernhäusern aus dem 18. und 19. Jahrhundert ein beliebter Ausflugsort. Das Gelände ist auch mit der einzigen Seilbahn Lettlands von Sigulda aus zu erreichen.